# Магомедов Джамаладдін Гаджійович
Джамаладдін Гаджійович Магомедов (азерб. Camaləddin Qadjiyeviç Maqomedov, рос. Джамаладдин Гаджиевич Магомедов; 14 березня 1989, Махачкала) — російський і азербайджанський борець вільного стилю, срібний та чотириразовий бронзовий призер чемпіонатів Європи, срібний та бронзовий призер чемпіонатів світу, дворазовий бронзовий призер Європейських ігор, срібний та триразовий бронзовий призер Кубків світу, учасник двох Олімпійських ігор.

## Біографія
Уродженець Дагестана, на початку своєї спортивної кар'єри виступав за збірну Росії, у складі якої був бронзовим призером чемпіонату Європи серед юніорів. Захищати кольори Азербайджану почав з 2009 року. У тому ж році став у її складі чемпіоном Європи серед юніорів, та срібним призером чемпіонату світу серед юніорів.
У 2015 році нагороджений Президентом Азербайджанської Республіки медаллю «Прогрес».

## Спортивні результати на міжнародних змаганнях

### Виступи на Олімпіадах
| Змагання                    | Збірна      | Вагова категорія           | Місце |
| --------------------------- | ----------- | -------------------------- | ----- |
| Літні Олімпійські ігри 2012 | Азербайджан | вільна боротьба, до 120 кг | 16    |
| Літні Олімпійські ігри 2016 | Азербайджан | вільна боротьба, до 125 кг | 12    |

На літніх Олімпійських іграх 2012 року в Лондоні програв у першому ж поєдинку росіянину Білялу Махову і вибув з подальших змагань. Через 4 роки літніх Олімпійських іграх 2016 року в Ріо-де-Жанейро теж програв першу ж сутичку Тервелу Длагнєву зі США.

### Виступи на чемпіонатах світу
| Змагання                        | Збірна      | Вагова категорія           | Місце  |
| ------------------------------- | ----------- | -------------------------- | ------ |
| Чемпіонат світу з боротьби 2011 | Азербайджан | вільна боротьба, до 120 кг | Бронза |
| Чемпіонат світу з боротьби 2013 | Азербайджан | вільна боротьба, до 120 кг | 8      |
| Чемпіонат світу з боротьби 2015 | Азербайджан | вільна боротьба, до 125 кг | Срібло |
| Чемпіонат світу з боротьби 2018 | Азербайджан | вільна боротьба, до 125 кг | 13     |
| Чемпіонат світу з боротьби 2019 | Азербайджан | вільна боротьба, до 125 кг | 7      |

### Виступи на Чемпіонатах Європи
| Змагання                         | Збірна      | Вагова категорія           | Місце  |
| -------------------------------- | ----------- | -------------------------- | ------ |
| Чемпіонат Європи з боротьби 2011 | Азербайджан | вільна боротьба, до 120 кг | Бронза |
| Чемпіонат Європи з боротьби 2012 | Азербайджан | вільна боротьба, до 120 кг | 11     |
| Чемпіонат Європи з боротьби 2013 | Азербайджан | вільна боротьба, до 120 кг | Бронза |
| Чемпіонат Європи з боротьби 2014 | Азербайджан | вільна боротьба, до 125 кг | 7      |
| Чемпіонат Європи з боротьби 2016 | Азербайджан | вільна боротьба, до 125 кг | 9      |
| Чемпіонат Європи з боротьби 2017 | Азербайджан | вільна боротьба, до 125 кг | Срібло |
| Чемпіонат Європи з боротьби 2018 | Азербайджан | вільна боротьба, до 125 кг | Бронза |
| Чемпіонат Європи з боротьби 2020 | Азербайджан | вільна боротьба, до 125 кг | Бронза |

### Виступи на Європейських іграх
| Змагання              | Збірна      | Вагова категорія           | Місце  |
| --------------------- | ----------- | -------------------------- | ------ |
| Європейські ігри 2015 | Азербайджан | вільна боротьба, до 125 кг | Бронза |
| Європейські ігри 2019 | Азербайджан | вільна боротьба, до 125 кг | Бронза |

### Виступи на Кубках світу
| Змагання                    | Збірна      | Вагова категорія           | Місце  |
| --------------------------- | ----------- | -------------------------- | ------ |
| Кубок світу з боротьби 2012 | Азербайджан | вільна боротьба, до 120 кг | Бронза |
| Кубок світу з боротьби 2015 | Азербайджан | вільна боротьба, до 125 кг | Бронза |
| Кубок світу з боротьби 2017 | Азербайджан | вільна боротьба, до 125 кг | Бронза |
| Кубок світу з боротьби 2018 | Азербайджан | команда                    | Срібло |
| Кубок світу з боротьби 2020 | Азербайджан | вільна боротьба, до 125 кг | 5      |

### Виступи на Іграх ісламської солідарності
| Змагання                          | Збірна      | Вагова категорія           | Місце  |
| --------------------------------- | ----------- | -------------------------- | ------ |
| Ігри ісламської солідарності 2017 | Азербайджан | вільна боротьба, до 125 кг | Золото |

### Виступи на Універсіадах
| Змагання               | Збірна      | Вагова категорія           | Місце |
| ---------------------- | ----------- | -------------------------- | ----- |
| Літня Універсіада 2013 | Азербайджан | вільна боротьба, до 120 кг | 7     |

### Виступи на інших змаганнях
| Змагання                                                       | Збірна      | Вагова категорія           | Місце  |
| -------------------------------------------------------------- | ----------- | -------------------------- | ------ |
| Золотий Гран-прі з боротьби 2008                               | Росія       | вільна боротьба, до 96 кг  | Срібло |
| Золотий Гран-прі з боротьби 2010 (Баку)                        | Азербайджан | вільна боротьба, до 96 кг  | Срібло |
| Золотий Гран-прі з боротьби 2011 (Баку)                        | Азербайджан | вільна боротьба, до 120 кг | Бронза |
| Турнір Яшара Догу 2013                                         | Азербайджан | вільна боротьба, до 120 кг | Бронза |
| Меморіал Вацлава Циолковського 2013                            | Азербайджан | вільна боротьба, до 120 кг | Золото |
| Золотий Гран-прі з боротьби 2013 (Баку)                        | Азербайджан | вільна боротьба, до 120 кг | Бронза |
| Турнір Дана Колова — Николи Петрова 2014                       | Азербайджан | вільна боротьба, до 125 кг | Золото |
| Гран-прі Парижа з боротьби 2015                                | Азербайджан | вільна боротьба, до 125 кг | Срібло |
| Золотий Гран-прі з боротьби 2015                               | Азербайджан | вільна боротьба, до 125 кг | Срібло |
| Турнір Яшара Догу 2016                                         | Азербайджан | вільна боротьба, до 125 кг | Бронза |
| Гран-прі Німеччини з боротьби 2016                             | Азербайджан | вільна боротьба, до 125 кг | Золото |
| Кубок Алроси 2017                                              | Азербайджан | команда                    | Срібло |
| Pro Wrestling League 2018                                      | Азербайджан | команда                    | Бронза |
| Турнір Олександра Медведя 2018                                 | Азербайджан | вільна боротьба, до 125 кг | Золото |
| Турнір Яшара Догу 2020                                         | Азербайджан | вільна боротьба, до 125 кг | Золото |
| Олімпійський кваліфікаційний турнір з боротьби 2020 (Будапешт) | Азербайджан | вільна боротьба, до 125 кг | Бронза |

### Виступи на змаганнях молодших вікових груп
| Змагання                                       | Збірна      | Вагова категорія          | Місце  |
| ---------------------------------------------- | ----------- | ------------------------- | ------ |
| Чемпіонат Європи з боротьби серед юніорів 2007 | Росія       | вільна боротьба, до 96 кг | Бронза |
| Чемпіонат Європи з боротьби серед юніорів 2009 | Азербайджан | вільна боротьба, до 96 кг | Золото |
| Чемпіонат світу з боротьби серед юніорів 2009  | Азербайджан | вільна боротьба, до 96 кг | Срібло |